# Cleopus solani
Cleopus solani – gatunek chrząszcza z rodziny ryjkowcowatych i plemienia Cionini.

## Taksonomia
Gatunek ten opisany został po raz pierwszy w 1792 roku przez Johana Christiana Fabriciusa jako Curculio solani.

## Morfologia
Chrząszcz o ciele długości od 2,3 do 2,8 mm. Ubarwienie ma brunatne do czarnobrunatnego z jaśniejszymi, czerwonobrunatnymi: goleniami, stopami, trzonkami czułków i ich biczykami. Jego pokrywy porastają dość przerzedzone, ciemne, nieaksamitne włosowate łuseczki, na nieparzystych międzyrzędach (zagonikach) tworzące słabo odgraniczone ciemne plamy; ponadto na pokrywach występują dość gęsto i równomiernie rozmieszczone, dłuższe od szerokości międzyrzędów, sterczące szczecinki, zarówno jasnej jak i ciemnej barwy.
Gruby, walcowaty i słabo zakrzywiony ryjek jest mniej więcej tak długi jak głowa i przedplecze razem wzięte. W przypadku obu płci ryjek jest na całej długości punktowany, a stosunkowo masywne czułki osadzone są w ⅓ jego długości licząc od wierzchołka. Płaskie lub niemal płaskie oczy złożone odróżniają ten gatunek od pokrewnego Cleopus pulchellus. Kształt przedplecza jest najszerszy blisko środka długości, a jego boki stosunkowo równomiernie wyokrąglone. Odnóża mają duże i ostre kolce na udach i parę równej długości pazurków na wszystkich stopach u obu płci. Samce ponadto cechują się cienkimi kolcami na wewnętrznej stronie wierzchołków goleni wszystkich par odnóży.

## Biologia i ekologia

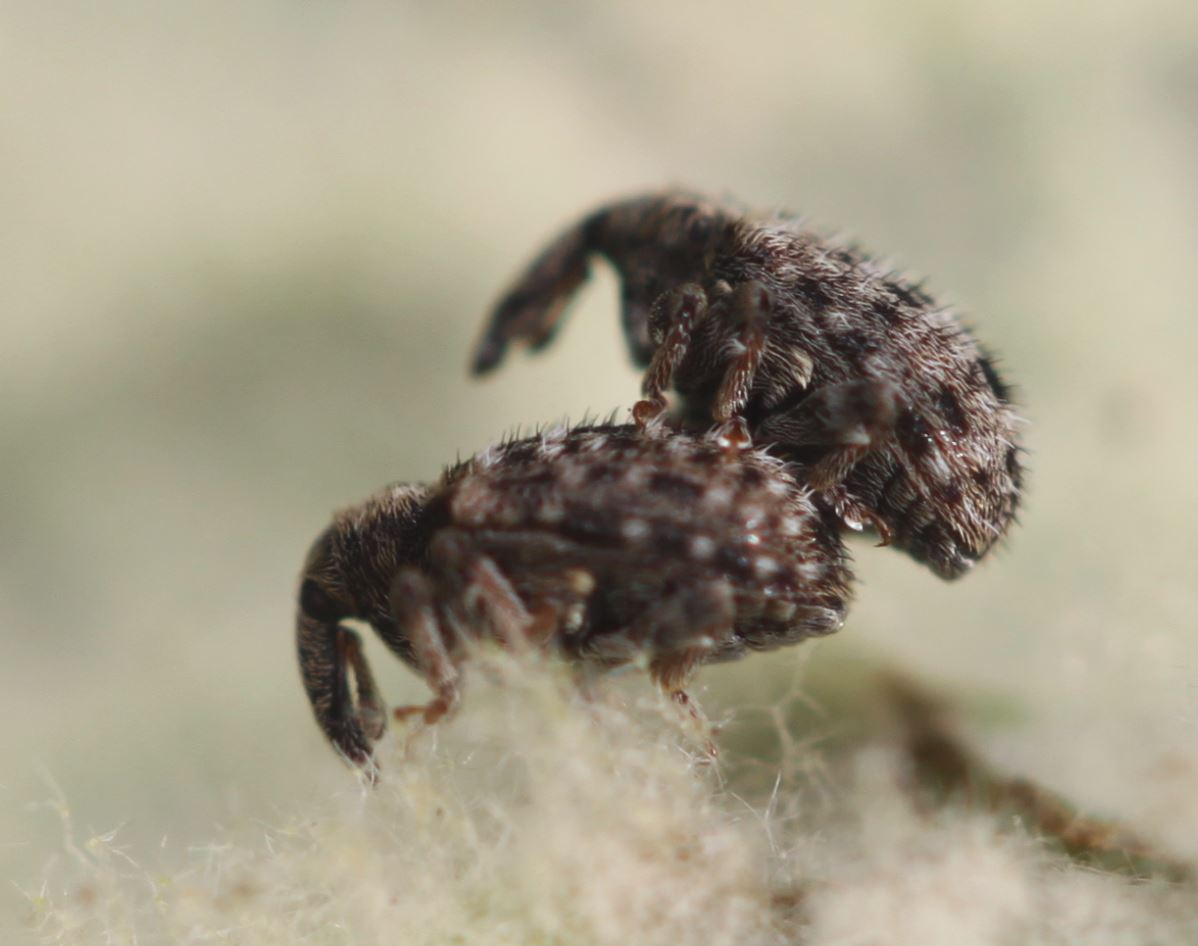
Kopulująca parka

Owad ten zasiedla suche i ciepłe stanowiska na otwartych terenach, np. nasłonecznione wzgórza i skarpy, poręby, przydroża, ugory i pastwiska. Jest fitofagiem, żerującym na dziewannie drobnokwiatowej i kutnerowatej. Larwy są ektofoliofagami, żerującymi głównie na spodniej stronie liści. Okres ich żerowania przypada na maj i czerwiec.  Przepoczwarczenie następuje w czerwcu, w kokonie żółtobrunatnej barwy i owalnego kształtu, umieszczonym na roślinie.

## Rozprzestrzenienie
Gatunek zachodniopalearktyczny, w Europie znany z Francji, Holandii, Niemiec, Austrii, Szwajcarii, Włoch, Estonii, Polski, Czech, Słowacji, Węgier, Słowenii, Chorwacji, Bośni i Hercegowiny, Serbii, Czarnogóry, Rumunii i Grecji. Poza tym występuje w Algierii.